# Église Saint-Joseph de Chambly

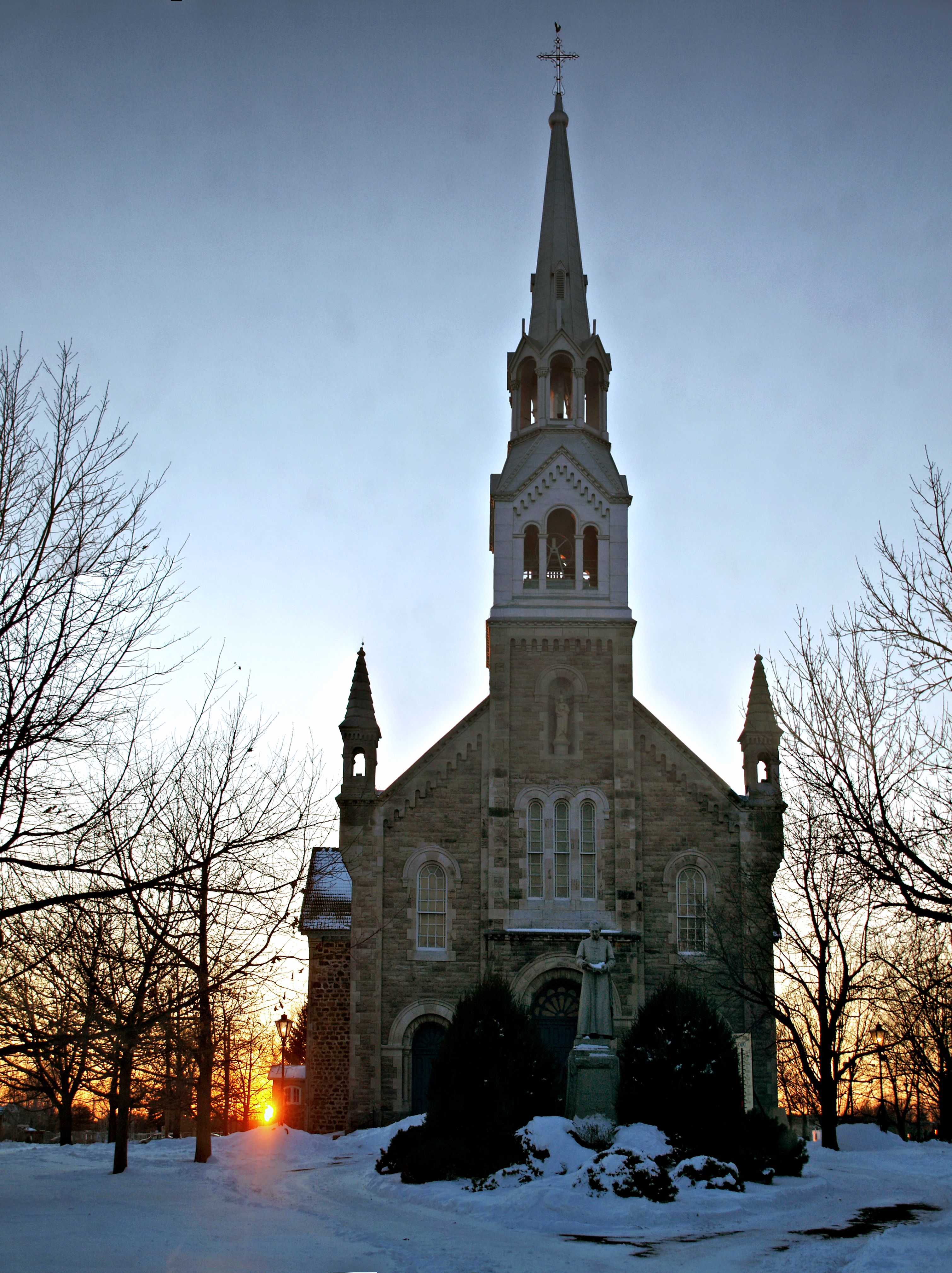
L'Église Saint-Joseph-de-Chambly

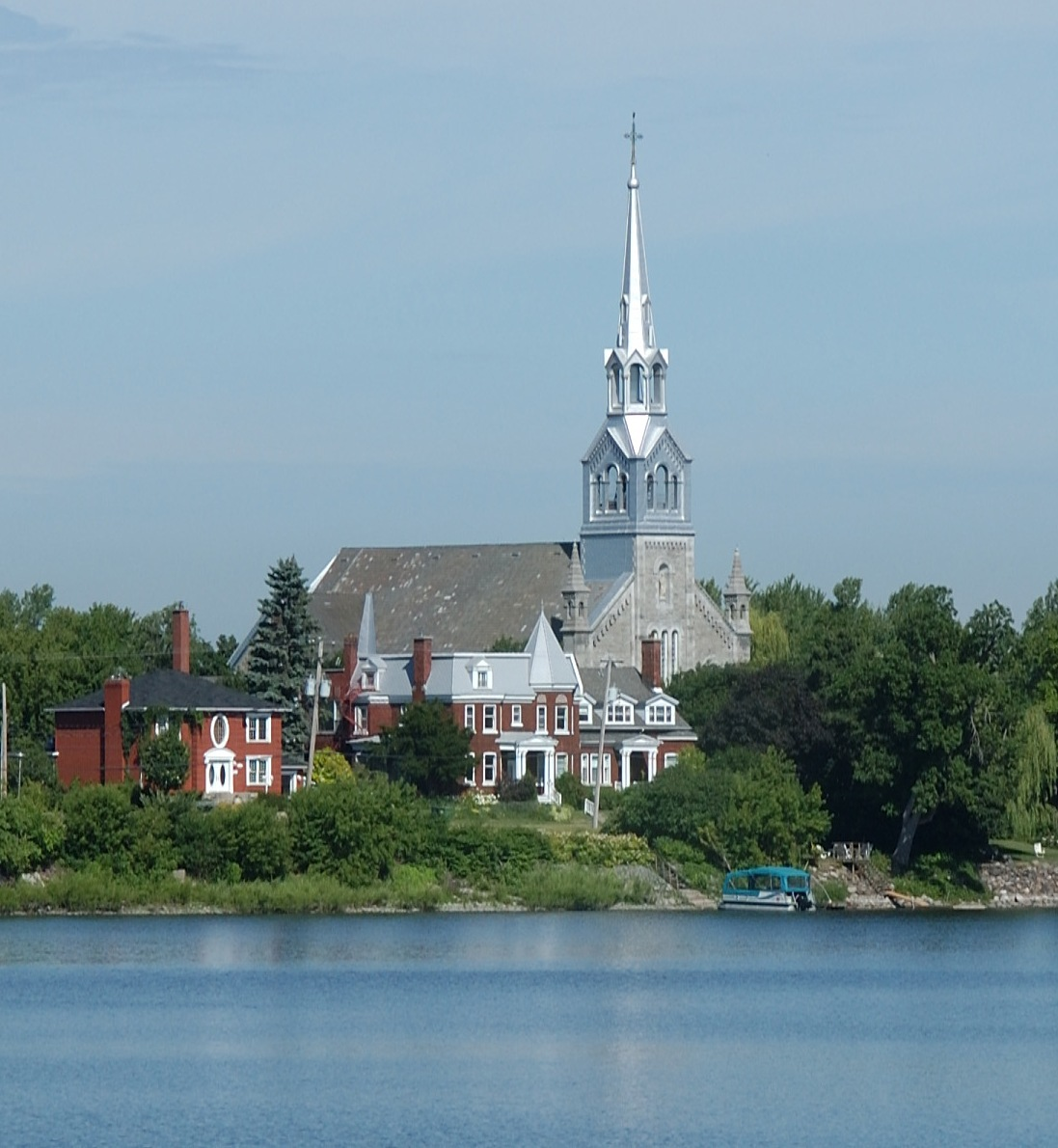
Vue du Bassin

Pour les articles homonymes, voir Église Saint-Joseph.
L'église Saint-Joseph est une des deux églises catholiques de la ville de Chambly dans la province de Québec au Canada.

## Historique
Dès 1665, les offices religieux étaient assurés par des missionnaires itinérants, jésuites et récollets, dans la chapelle du fort Saint-Louis, maintenant appelé fort Chambly. Alors que l’ouverture des registres remonte à 1706, la paroisse de Chambly prit le nom de paroisse St-Joseph en 1739.
La 1re église, en 1739, était en bois et située plus près du bassin. La 2e, érigée en 1757 sur le site actuel, était en pierre.  Elle fut ravagée par un incendie en 1806. La 3e, en 1810, aussi en pierre, fut victime des flammes en 1880.
L’église actuelle, beau spécimen de l’architecture religieuse traditionnelle, est donc la 4e église de la paroisse.  Elle fait d’ailleurs partie du patrimoine religieux de la Montérégie. Elle a été construite en 1881 sur les anciennes fondations et contient plusieurs sections des murs de maçonnerie datant de 1757.

## Description de l'église

### Intérieur
Les 2 tableaux au-dessus des autels latéraux sont de Sinaï Richer, peintre canadien de St-Hyacinthe.  Celui de gauche datant de 1891 représente la madone du Rosaire avec Ste-Catherine et St-Dominique alors que celui de droite datant de 1892 nous montre la Vierge Marie et Sainte Anne.
Les médaillons peints dans le chœur représentent l’Ancien et le Nouveau Testament alors que les 16 sur les murs, au niveau des jubés de côtés, rappellent les litanies de St-Joseph.
Le jubé en rond, dans le chœur, était réservé aux religieuses.
À l’avant gauche, dans les vitrines, sont exposées des pièces d’orfèvreries et des documents produits entre 1706 et 1889.  Ils étaient conservés au Musée national des beaux-arts du Québec et ont été rapatriés en 2006 pour une exposition au fort Chambly.  Ils sont revenus ici en 2007.
L’orgue Casavant, à deux claviers à action tubulaire pneumatique, a été construit en 1894.
Le chemin de croix en plâtre, installé en 1908, était en couleur. Étonnamment, il n’y a pas de numéro de station ; ce sont plutôt des thèmes.

### Extérieur
Le clocher, à l’architecture médiévale, est loué par une compagnie de tours à micro-ondes. Il est maintenant éclairé par celle-ci. Son coq symbolise la lumière et la résurrection.
En haut du mur extérieur du transept droit, une pierre provenant de l’église qui a subi le feu de 1880 porte l’inscription : DOMUS DEI MDCCCX ce qui veut dire MAISON DE DIEU 1810.
81 défunts répertoriés ont été inhumés sous les 2e et 3e églises.  Pierre-Marie Mignault, curé de 1817 à 1866 soit 49 ans, a vraisemblablement été le dernier en 1868.

## Source
- Monique Signori, Brochure sur l'église Saint-Joseph-de-Chambly, publiée et distribuée par la paroisse Saint-Joseph-de-Chambly